# Easington, South Oxfordshire
Easington är en by i civil parish Cuxham with Easington, i distriktet South Oxfordshire, i grevskapet Oxfordshire, i England. Byn är belägen 10 km från Thame. Easington var en civil parish fram till 1932 när blev den en del av Cuxham with Easington. Civil parish hade 20 invånare år 1931. Byn nämndes i Domedagsboken (Domesday Book) år 1086, och kallades då Esidone.